# Cale (astronomia)
Cale è un satellite naturale minore del pianeta Giove.
Fu scoperto il 9 dicembre 2001 da Scott S. Sheppard.

## Parametri orbitali
Stanti i suoi parametri orbitali, Kale appartiene al gruppo di Carme, che si compone dei satelliti che orbitano attorno a Giove in direzione retrograda con semiassi maggiori da 23 a 24 milioni di km, con una inclinazione di 165°.